# Gare de Daours
La gare de Daours est une gare ferroviaire française de la ligne de Paris-Nord à Lille, située sur le territoire de la commune d'Aubigny, à proximité de Daours, dans le département de la Somme, en région Hauts-de-France.
C'est une halte voyageurs de la Société nationale des chemins de fer français (SNCF) desservie par des trains TER Hauts-de-France.

## Situation ferroviaire
Établie à 32 mètres d'altitude, la gare de Daours est située au point kilométrique (PK) 136,080 de la ligne de Paris-Nord à Lille, entre les gares ouvertes de Longueau (l'arrêt intermédiaire de Lamotte-Brebière est fermé depuis le 11 décembre 2011) et de Corbie.

## Histoire
En 2016, selon les estimations de la SNCF, la fréquentation annuelle de la gare est de 24 978 voyageurs, après 27 484 voyageurs en 2015 et 24 439 voyageurs en 2014.

## Service des voyageurs

### Accueil

Vue des quais et des voies, en direction de Corbie.

Halte de la SNCF, il s'agit un point d'arrêt non géré (PANG) à accès libre.
Une passerelle permet la traversée des voies et le passage d'un quai à l'autre.

### Desserte
Daours est desservie par des trains TER Hauts-de-France qui effectuent des missions entre les gares d'Amiens et de Albert.

### Intermodalité
Le stationnement de véhicules est difficile à proximité.